# Friderikke-Maria Hörbe
Friderikke-Maria Hörbe geborene Weber (* 16. Januar 1971 in Ost-Berlin) ist eine deutsche Film- und Theaterschauspielerin.

## Leben
Friderikke-Maria Hörbe wurde 1971 in Ost-Berlin geboren. Einen Großteil ihrer Kindheit wuchs sie in Hauteroda, einem kleinen Dorf in Thüringen auf. Sie besuchte die polytechnische Oberschule (POS) „Erich Weinert“ in Oberheldrungen und die erweiterte Oberschule (EOS) „Johann-Wolfgang-Goethe“ in Roßleben. Nach dem  Abitur studierte sie in Erfurt an der Pädagogischen Hochschule „Dr. Theodor Neubauer“ zwei Semester Mathematik und Kunsterziehung. Nach dem Fall der Mauer 1989 ging sie zunächst nach Süddeutschland und belegte nach einem einjährigen Praktikum bei Karl-Schubert-Werkstätten und Wohngemeinschaften e. V. in Aichtal zwei Semester im Fach Malerei in der Freien Kunstschule in Nürtingen.
Sie ging zurück nach Berlin und arbeitete dort als Model. Nach einem Schauspielstudium von 1994 bis 1998 an der Hochschule für Film und Fernsehen „Konrad Wolf“ in Potsdam-Babelsberg, der heutigen Filmuniversität Babelsberg, gastierte sie zunächst an verschiedenen Theatern in Meiningen, Stuttgart, Frankfurt/Oder, Leipzig, Berlin und spielte in verschiedenen Filmen und Serien mit. Es folgte ein mehrjähriges Festengagement am Schauspiel Leipzig. Sie arbeitete dort mit Regisseuren wie Michael Thalheimer, Karin Henkel, Johanna Schall und Wolfgang Engel und spielte viele stücktragende Rollen. Seither ist sie freischaffend als Schauspielerin tätig und unterrichtet an verschiedenen Kunsthochschulen als Dozentin für Schauspiel. Im März 2020 erhielt sie den Ruf zur Professorin für Ensemblearbeit und Rollengestaltung am Max Reinhardt Seminar der Universität für Musik und darstellende Kunst Wien.

## Privatleben
Friderikke-Maria Hörbe ist mit dem Schauspieler Alexander Hörbe verheiratet, sie lebt mit ihrem Mann und ihrer Tochter in Berlin und Wien. Ihr Schwager ist der Schauspieler Olaf Hörbe.

## Theater
- 1997: Übergewicht unwichtig: UNFORM, von Werner Schwab, Regie: Johanna Schall
- 1997: Deutsches Theater/DT-Baracke, Regie: Johanna Schall
- 1997: Der Schrank, No-Theater, Hochschuhlproduktion der HfS Ernst Busch, Regie: Jan Bosse
- 1997: Das weite Land, von Arthur Schnitzler, Theater Meiningen, Regie: Werner Schneyder
- 1998: Räuber Hotzenplotz, von Otfried Preußler, Theater Meiningen, Regie: Thomas Schiffmann
- 1998: Mercedes, von Thomas Brasch, Studio Theater Stuttgart, Regie: Charlotte Koppenhöfer
- 1998–1999: Die Verschwörung des Fiesco zu Genua, von Friedrich Schiller, Kleist-Theater Frankfurt (Oder), Regie: Michael Funke
- 1999–2002: Festengagement Schauspiel Leipzig
- 1999: Ausweitung der Kampfzone, von Michel Houellebecq, Regie: Ulrich Hüni
- 1999: Familiengeschichten Belgrad, von Biljana Srbljanović, Regie: Karsten Schiffler
- 2000: Top Dogs, von Urs Widmer, Regie: Michael Thalheimer
- 2000: Sommergäste, von Maxim Gorki, Regie Karin Henkel
- 2001: Der kleine Muck, von Paula Fünfeck, Regie: Martina Eitner-Acheampong
- 2002: Ein Sommernachtstraum, von William Shakespeare, Regie: Johanna Schall
- 2002: Simple Stories, von Ingo Schulze, Regie: Lukas Langhoff
- 2002: Schiff der Träume, von Frederico Fellini, Regie: Wolfgang Engel
- 2006: Das Schlafzimmer von Alice, von Ulrich Hub, Schauspiel Leipzig, Regie: Wolfgang Engel
- 2017–2018: Das Sparschwein, von Eugène Labiche, Volkstheater Rostock, Regie: Johanna Schall
- 2018: Und niemals vergessen, von Jörg Steinberg, Freiheit 15, Regie: Jörg Steinberg
- 2018: Wir werden ewig leben, von Jörg Steinberg, Freiheit 15, Regie: Jörg Steinberg
- 2019–2021: Und niemals vergessen, von Jörg Steinberg, Freiheit 15, Regie: Jörg Steinberg
- 2019–2022: Bibergeil, von Nikola Schmidt, Traumschüff – Theater im Fluss, Regie: David Schellenberg

## Filmographie
- 1996: Max Wolkenstein (Serie), Regie: Uwe Friesner
- 1997: Hinter Gittern (Serie), Episodenhauptrolle über mehrere Folgen, Regie: Dagmar von Chappius, Oren Schmuckler
- 1997–1998: Wilde Zeiten (Serie), Durchgehende Hauptrolle, Regie: Helmut Metzger, Rüdiger Nüchtern
- 1998: Jets – Leben am Limit (Serie), Regie:  Michael Kennedy
- 1998: Für alle Fälle Stefanie (Serie), Regie: Manfred Mosblech
- 1998: Straßensperre (Kurzfilm), Hauptrolle, Regie Carsten Fiebeler
- 1999: Im Namen des Gesetzes – Teuflische Rache (Serie), Rolle: Jana Schulz
- 2000: Marga Engel gibt nicht auf (Spielfilm), Regie: Helmut Metzger
- 2000: Tatort – Von Bullen und Bären (Reihe), Regie:  Thomas Freundner
- 2000: HeliCops – Einsatz über Berlin (Serie), Regie:  Peter Ristau
- 2000: In aller Freundschaft – Die letzte Chance (Serie), Regie: Peter Vogel
- 2001: Marga Engel schlägt zurück (Spielfilm), Regie: Helmut Metzger
- 2002: Die Graslöwen (Kinderserie), Durchgehende Hauptrolle, Regie: Jürgen Weber
- 2002: Und die Braut wusste von nichts (Spielfilm), Regie:  Rainer Kaufmann
- 2002: Berlin, Berlin (Serie), Regie: Franziska Meyer Price
- 2002: Die Cleveren (Serie), Regie: Christiane Balthasar
- 2003: Der Mustervater – Allein  unter Kindern (Spielfilm), Regie:  Dagmar Hirtz
- 2003: Tatort – Dschungelbrüder (Reihe), Regie:  Lars Becker
- 2003: SOKO Leipzig – Die Millionärin  (Serie), Regie:  Oren Schmuckler
- 2004: Tatort – Der vierte Mann (Reihe), Regie:  Hannu Salonen
- 2005: Alarm für Cobra 11 (Serie), Regie:  Axel Barth
- 2005: Typisch Sophie (Serie), Regie:  Marcus Ulbricht
- 2007: Küstenwache (Serie), Regie:  Dagmar von Chappuis
- 2008: Plötzlich Papa – Einspruch abgelehnt! – Der falsche Richter (Serie), Regie:  Sebastian Vigg
- 2008: Löwenzahn (Kinderserie), Regie:  Wolfgang Eißler
- 2009: Dr. Chauvi (Serienpilot), Hauptrolle, Regie:  Peter Stauch
- 2010: Dr. Chauvi (Serienpilot), Hauptrolle, Regie: Boris  von Sychowski
- 2012: In aller Freundschaft – Schwere Prüfungen (Serie), Regie: Jürgen  Brauer
- 2012: Der letzte Bulle (Serie), Regie:  Sebastian Vigg
- 2013: Dyslexie (Fernsehfilm), Regie:  Marc Andreas Bochert
- 2014: Alibi Agentur (Serienpilot), Regie:  Erik Schmitt
- 2014: Soko Leipzig (Reihe), Regie:  Oren Schmuckler
- 2015: Die Macht der Äbtissinnen (Dokudrama), Hauptrolle, Regie: Andreas Sawall
- 2016: In  Zeiten des abnehmenden Lichts (Spielfilm), Regie: Matti Geschonneck
- 2017: Country Girls (Serie), Regie: Laura Laabs
- 2018: Lautlose Tropfen (Spielfilm), Regie: Holger Haase
- 2019: LUZ (Spielfilm), Regie: Jasmin Lord
- 2020: Faking Bullshit (Spielfilm)
- 2021: Ein starkes Team (Serie)
- 2022: SOKO Stuttgart (Serie)
- 2022: SOKO Potsdam (Serie)
- 2022:  Jenseits der Spree (Serie)
- 2024: Praxis mit Meerblick – Kleine Wunder (Fernsehreihe)
- 2024: Praxis mit Meerblick – Die Kämpferin (Fernsehreihe)

## Auszeichnungen
- Berlinale Panorama Kurzfilmpreis für Straßensperre
- Bronze Plaque Chris Award, Filmfest Ohio für Straßensperre